# Cheeseball Presents
Pour plus de détails, voir Fiche technique et Distribution.
Cheeseball Presents est un téléfilm de comédie américain réalisé par Alfred Sole, Brian Curry, Richard Noble et Kim Dempster et sorti en 1984.

## Fiche technique
- Titre original : Cheeseball Presents
- Réalisation : Alfred Sole, Brian Curry, Richard Noble et Kim Dempster
- Scénario : Joy Grdnic, Phil Hartman, Phyllis Katz, Suzanne Kent, Joan Leizman, George McGrath, Chuck McQuary, Yana Nirvana, John Paragon, Shirley Prestia, Alfred Sole et Ron Stevens
- Photographie : Michael Mileham
- Montage : Allen Hartz
- Musique : Greg Penny et Stephen Zack
- Costumes : Carlos Leon
- Décors :
- Producteur : Tony Amatullo
  - Producteur associé : Mick Garris
- Sociétés de production : Supernova Productions
- Sociétés de distribution : MCA Play Television
- Pays d'origine :  États-Unis
- Langue originale : anglais
- Format : couleur
- Genre : Comédie
- Durée : 60 minutes
- Dates de sortie : 
  - États-Unis : mars 1984

## Distribution
- Phil Hartman : plusieurs personnages
- Suzanne Kent : Rita Chandelier
- Joan Leizman : plusieurs personnages
- Peter Licassi : plusieurs personnages
- Michael S. Siegel : plusieurs personnages
- Tress MacNeille : plusieurs personnages
- George McGrath : plusieurs personnages
- John Paragon : Breather
- Paul Reubens : Pee-Wee Herman